# Kiti Mánver
María Isabel Ana Mantecón Vernalte (Antequera, Màlaga, 11 de maig de 1953), coneguda artísticament com a Kiti Mánver, és una actriu espanyola. La seva trajectòria cinematogràfica inclou pel·lícules dirigides per Pedro Almodóvar, José Luis Garci i Álex de la Iglesia. També ha desenvolupat una àmplia trajectòria en produccions per a televisió i en teatre.
En la sisena edició dels Premis Goya, celebrada en 1992, va obtenir el premi a millor actriu de repartiment per la seva interpretació en la pel·lícula dirigida per Enrique Urbizu Todo por la pasta. En 2014 va rebre el Premi Ceres pel seu paper a l'obra Las heridas del viento de Juan Carlos Rubio.

## Biografia
Ha treballat amb directors com Manuel Gutiérrez Aragón, Pedro Almodóvar, Manuel Gómez Pereira, Gerardo Vera, José Luis García Sánchez, Álvaro Fernández Armero, Álex de la Iglesia i José Luis Garci. El seu primer paper important va ser a Habla, mudita de Manuel Gutiérrez Aragón en 1973, amb la que fou seleccionada al 23è Festival Internacional de Cinema de Berlín.
Va aconseguir el Goya com a millor actriu de repartiment el 1991 amb la seva actuació en la pel·lícula Todo por la pasta, d'Enrique Urbizu, que va protagonitzar al costat de la també malaguenya María Barranco.
| «                    | "Resumint, diré que Enrique (Urbizu) em va comunicar tanta confiança i seguretat en el que volia (i per descomptat no era el que jo portava preparat), que vaig comprendre per primera vegada que el director té l'última paraula de com haver de ser un personatge, així que des de llavors la meva manera d'estudiar és més relaxada i oberta." | » |
| — Kiti Manver (2013) | |   |

En 2017 va ser actriu principal en l'obra Las heridas del viento de Juan Carlos Rubio, que es va presentar a Londres com a part del Festival de Teatre Espanyol a Londres (Festelón).
| «                    | "El teatre té una cosa estupenda, que és el ritu. Veure's a un mateix, representar-se, conèixer-se, aprendre en definitiva" | » |
| — Kiti Mánver (2014) | |   |

El 2020 va guanyar el premi Bisnaga de Plata a la millor actriu per El inconveniente, ex aequo amb Regina Casé.

## Filmografia
- 1970: Chicas de Club
- 1973: Habla, mudita
- 1978: ¿Qué hace una chica como tú en un sitio como éste?
- 1979: Historia de S
- 1980: Ópera prima
- 1980: Pepi, Luci, Bom y otras chicas del montón
- 1984: ¿Qué he hecho yo para merecer esto?
- 1987: Luna de lobos
- 1988: Mujeres al borde de un ataque de nervios
- 1991: Todo por la pasta
- 1994: Todos los hombres sois iguales
- 1995: La flor de mi secreto
- 1997: Una pareja perfecta
- 1997: Cosas que dejé en La Habana
- 2000: A galope tendido
- 2000: La comunidad
- 2001: Noche de Reyes
- 2002: El caballero Don Quijote
- 2003: La luz prodigiosa
- 2003: Te doy mis ojos
- 2005: Escorzo
- 2006: Lola
- 2007: Luz de domingo
- 2009: Los abrazos rotos
- 2009: Pagafantas
- 2010: Una hora más en Canarias
- 2011: Lo contrario al amor
- 2015: Las ovejas no pierden el tren

## Televisió
| Any             | Sèrie                     | Canal     | Personatge                            | Notes        |
| --------------- | ------------------------- | --------- | ------------------------------------- | ------------ |
| 1974            | Historias para no dormir  | La 1      |                                       | 1 episodi    |
| 1976            | Curro Jiménez             | La 1      | Mariana                               | 1 episodi    |
| 1979 - 1982     | Estudio 1                 | La 1      | Madeleine / Lola                      | 3 episodis   |
| 1983            | El mayorazgo de Labraz    | La 1      | Cesárea                               | 1 episodi    |
| 1984            | Proceso a Mariana Pineda  | La 1      | La Chispa                             | 2 episodis   |
| 1985            | Goya                      | La 1      |                                       | 1 episodi    |
| 1990            | La mujer de tu vida       | La 1      | Manolita                              | 1 episodi    |
| 1992            | Las chicas de hoy en día  | La 1      | Adèle                                 | 4 episodis   |
| 1992            | Por estas calles          | RCTV      | Doctora Izquierdo                     | 1 episodi    |
| 1994            | Villarriba y Villabajo    | La 1      |                                       | 25 episodis  |
| 1994            | Historias de la puta mili | Telecinco | Maruja                                | 4 episodis   |
| 1995 - 1996     | Juntas, pero no revueltas | La 1      | Rosa                                  | 25 episodis  |
| 1996            | Menudo es mi padre        | Antena 3  | Lola                                  | 15 episodis  |
| 1997            | En plena forma            | Antena 3  |                                       | 6 episodis   |
| 1998            | La vida en el aire        | La 1      | Toñi                                  | 13 episodis  |
| 2010            | Las chicas de oro         | La 1      |                                       | 1 episodi    |
| 2011            | Los Quién                 | Antena 3  | Julia Santamaría                      | 13 episodis  |
| 2011            | Gran Hotel                | Antena 3  | Elisa vda. de Samaniego y Ruiz        | 11 episodis  |
| 2013            | Fenómenos                 | Antena 3  | Gloria                                | 1 episodi    |
| 2013            | Gran Reserva: El origen   | La 1      | Doña Clara Serrano                    |              |
| 2013            | Frágiles                  | Telecinco | Mare Superiora                        | 1 episodi    |
| 2014            | Vive cantando             | Antena 3  | Rosario "Charo"                       | 10 episodis  |
| 2014 - 2015     | Velvet                    | Antena 3  | Consuelo Martín                       | 4 episodis   |
| 2015            | La que se avecina         | Telecinco | Sonsoles Díaz                         | 1 episodi    |
| 2015 - 2016     | Seis hermanas             | La 1      | Doña Dolores del Amo vda. de Loygorri | 360 episodis |
| 2017 - presente | Las chicas del cable      | Netflix   | Victoria                              | ¿? episodis  |
| 2017; 2019      | La casa de papel          | Antena 3  | María Victoria "Mariví" Fuentes       | 11 episodis  |
| 2017            | Velvet Colección          | #0        | Consuelo Martín                       | 1 episodi    |

## Teatre
- 1969: Rosas rojas para mí
- 1971: Personajes
- 1975: Equus
- 1979: La familia Colodrón
- 1981: Hijos de un dios menor
- 1982: Seis personajes en busca de autor
- 1984: El botín
- 1985: Bodas de sangre
- 1987: Sueño de una noche de verano
- 1988: Antígona entre muros
- 1988: ¡Ay, Carmela!
- 1992: Sólo para mujeres
- 1993: Las bizarrías de Belisa
- 1998: Divinas palabras
- 2000: Recreo
- 2001: Madrugada
- 2001: El matrimonio de Boston
- 2004: Una habitación luminosa llamada día
- 2005: La retirada de Moscú
- 2007: Humo
- 2007: A la luz de Góngora
- 2009: Tres
- 2010: Ocasiones especiales
- 2012: Esta noche no estoy para nadie
- 2014: Las heridas del viento
- 2015: Iba en serio
- 2017: Sensible
- 2017: Las heridas del viento
- 2018: Juntos

## Premis i nominacions
Premis Goya
| Any  | Categoria                                    | Pel·lícula        | Resultat   |
| ---- | -------------------------------------------- | ----------------- | ---------- |
| 1992 | Millor interpretació femenina de repartiment | Todo por la pasta | Guanyadora |

Medalles del Cercle d'Escriptors Cinematogràfics
| Any  | Categoria                | Pel·lícula     | Resultat   |
| ---- | ------------------------ | -------------- | ---------- |
| 2007 | Millor actriu secundària | Luz de domingo | Nominada   |
| 2009 | Millor actriu secundària | Pagafantas     | Guanyadora |

Altres
- 2011 Premi Millor Actriu atorgat pel XIV Certamen Nacional de Teatre Garnacha La Rioja (Haro) per Ocasiones especiales de Bernard Slade
- 2011 Premi PUENTE DE TOLEDO i MADRINA de la XXXIa Setmana de Cinema Espanyol de Carabanchel
- 2009 Premi DIA D'ANDALUSIA atorgat per la Delegació de Govern de la Junta d'Andalusia
- 2008 Premi CIUTAT D'ANTEQUERA atorgat per l'Ajuntament d'Antequera
- 2007 MEDALLA D'OR DE LA PROVÍNCIA DE MÀLAGA, atorgat per la Diputació Provincial de Màlaga.
- 2001 MEDALLA ATENEU DE MÀLAGA concedit per l'Ateneu de Màlaga per la seva trajectòria professional.
- 2001 HOMENATGE atorgat per l'Associació d'Escriptors i Crítics d'Andalusia, per la seva trajectòria professional.
- 2001 Premi EFEBO D'ANTEQUERA a la trajectòria, concedit per l'Ajuntament d'Antequera
- 2002 Premi CAMALEÓ D'HONOR atorgat pel Festival Internacional de Cinema Inèdit de Islantilla, Huelva